# 公主埂站
公主埂站是一个集通线上的铁路车站，位于内蒙古自治区赤峰市克什克腾旗浩来呼热苏木，建于1995年，目前为五等站，邮政编码为025374。目前客运：办理旅客乘降；不办理行李、包裹托运；不办理货运营业。